# الذبة (القفر)

تعديل مصدري - تعديل

الذبة محلة تابعة لقرية السهلة، التابعة لعزلة بني سباء بمديرية القفر إحدى مديريات محافظة إب في الجمهورية اليمنية، بلغ تعداد سكانها 42 حسب تعداد اليمن لعام 2004.